# Boleslau V el Cast

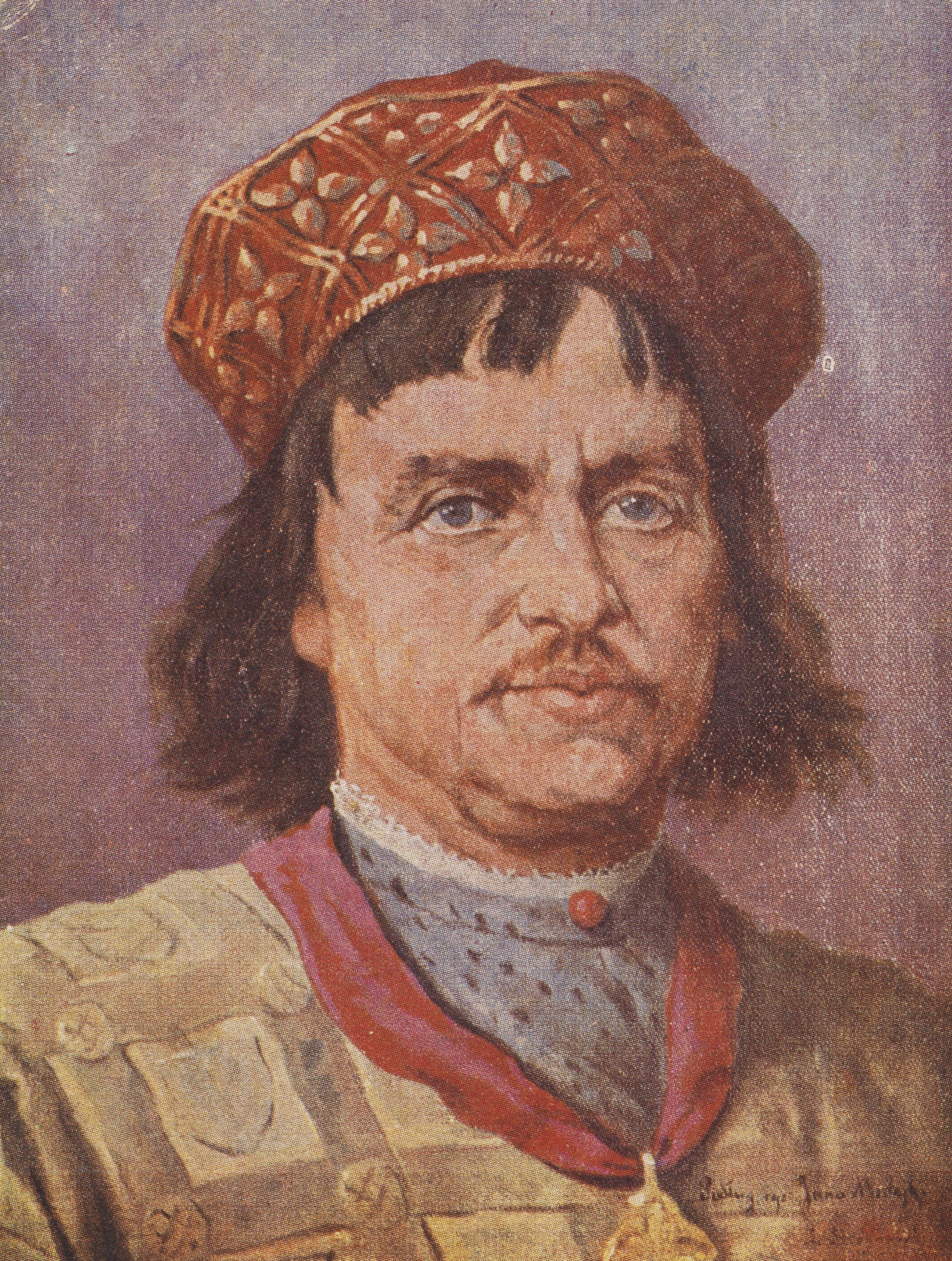
Boleslau V el Cast

Boleslau V el Cast o el Púdic (Polonès: Bolesław Wstydliwy) (21 de juny de 1226 – 7 de desembre de 1279). Membre de la dinastia Piast. Fill de Leszek el Blanc i la seva esposa Grzymislawa. Va esdevenir Duc de Sandomir en 1227 i Duc de Cracòvia en 1243. Així va arribar a ser el Príncep predominat en una Polònia fragmentada.
Després de l'assassinat de son pare en 1227, ell i sa mare van ser empresonats per Conrad I de Masòvia, però van poder escapar.
En 1239, a l'edat de 13 anys, es va casar amb Cunegunda (Kinga), filla del Rei d'Hongria Béla IV, de cinc anys. Les cròniques medievals afirmen que el matrimoni no va ser consumat mai. Cunegunda, extremadament pietosa, no volia complir els seus deures maritals. En un principi, Boleslau va intentar que canviés d'actitud, però davant de la negativa de la seva esposa, va acceptar de mal grat la situació. Les seves conviccions religioses li van impedir prendre amants. Per això l'epítet d'El Cast o el Púdic. Va mantenir bones relacions amb l'església a la que va atorgar privilegis econòmics i jurídics.
En 1241 la ciutat de Cracòvia va ser destruïda pels Tàrtars. Boleslau, amb la seva família es van protegir en Hongria. En 1243, els nobles de la Petita Polònia expulsaren Conrad I de Masòvia i proclamaren Boleslau Príncep de Cracòvia. En 1246, Conrad va intentar recuperar el poder i va ser rebutjat per Boleslau. En 1257, Boleslau atorga el drets de Magdeburg a Cracòvia, reconstruïda segons un disseny en forma de tauler, en gran part, per immigrants alemanys.
En 1259 va patir una segona incursió dels tàrtars, durant la qual Cracòvia i altres ciutats foren saquejades. En 1264, va derrotar els Sudovians i llurs aliats russos, assegurant les seues fronteres. Va ser un fidel aliat dels Hongaresos en la Guerra d'aquests contra Bohèmia per la possessió de Moràvia. En 1273, esclafà una revolta nobiliària que intentava col·locar Ladislau d'Opole al tron.
En 1279 va morir sense descendència i el van soterrar a l'Església dels Franciscans de Cracòvia.